# Climate Hustle

Climate Hustle est un film de 2016 rejetant l'existence et la cause du changement climatique, raconté par le négationniste du changement climatique Marc Morano, produit et réalisé par Christopher Rogers, co-écrit par Morano et Mick Curran, et financé par le Committee for a Constructive Tomorrow (CFACT), un groupe de pression financé par le lobby des énergies fossiles.
Selon Ars Technica, le film propose une diffusion rapide et ininterrompue d'affirmations superficielles et fausses sur la science du climat.

## Synopsis
Climate Hustle remet en question le consensus scientifique sur le changement climatique, arguant que le consensus est surestimé et fait partie d'une « escroquerie environnementale utilisée pour pousser à une augmentation des réglementations gouvernementales et à un nouveau programme d'énergie verte ». Il comprend des interviews et des commentaires de Morano.

## Production
Climate Hustle a été réalisé et produit par Christopher Rogers, président de la société de production médiatique CDR Communications, basée à Washington, DC. Le groupe conservateur Committee for a Constructive Tomorrow (CFACT) a fourni le principal financement du film. Le film est présenté comme une production «CFACT Presents», et le président et directeur exécutif de l'organisation, David Rothbard et Craig Rucker, sont crédités en tant que producteurs exécutifs. CFACT sponsorise également le blog de Morano, Climate Depot. 

### Sortie
Climate Hustle est sorti en avant première à Paris, en France, le 7 décembre 2015, coïncidant avec la conférence de Paris de 2015 sur les changements climatiques. Sa première diffusion aux États-Unis a eu lieu le 14 avril 2016 au Rayburn House Office Building sur Capitol Hill à Washington, DC, et a été suivie d'un panel de discussion qui comprenait l'ancien gouverneur de l'Alaska Sarah Palin et David Legates, climatologue et professeur de géologie à l'Université du Delaware dont le travail est financé par Koch Industries et d'autres sponsors des combustibles fossiles. Il a été animé par l'écrivain conservateur Brent Bozell. Le représentant américain Lamar S. Smith, républicain du Texas, devait y assister, mais a plutôt préparé des remarques liminaires qui comprenaient une accusation selon laquelle les agences gouvernementales américaines avaient falsifié les données climatiques. 
Il a été diffusé pendant une journée dans 400 salles à travers les États-Unis le 2 mai 2016.

## Accueil
Écrivant pour le New York Times, Randy Olson, a qualifié Climate Hustle d'«ennuyeux». Olson décrit la structure narrative du film comme une série de séquences qui aboutissent toutes à la même conclusion: « Les climatologues ont tout faux et conspirent pour tromper le public ». Ars Technica a également fait un panoramique du film, affirmant que ses « sections se déroulent toutes ensemble, avec des sujets apparaissant plusieurs fois et sans véritable fil conducteur ». 
Dans The Guardian, Suzanne Goldberg démontre que « la véritable mission de Palin et des responsables du film - en plus de diffuser diverses théories du complot - était de valider l'existence continue d'une frange petite mais puissante [de climato-sceptiques], alors que le reste du monde accélère ses efforts pour lutter contre le changement climatique ».